# Bohunka Šrámková
Bohunka Šrámková v USA žije pod jménem Muki Boltonová (* 8. října 1946 Ostrava) je bývala československá krasobruslařka.
Závodila za TJ VŽKG Ostrava. Nejprve v kategorii žen, ale poté vytvořila sportovní pár se svým bratrem Janem.
Provdala se do New Yorku a žije v USA. V roce 2002 na ZOH v Salt Lake City spolupracovala s českou výpravou jako olympijská atašé.

## Výsledky
| Soutěž                                     | 1964 | 1965 | 1966 | 1967 | 1968 |
| ------------------------------------------ | ---- | ---- | ---- | ---- | ---- |
| Zimní olympijské hry                       |      |      |      |      | 10   |
| Mistrovství světa v krasobruslení          |      |      |      | 10   | 7    |
| Mistrovství Evropy v krasobruslení         |      |      | 16   | 9    | 11   |
| Mistrovství Československa v krasobruslení | 3    | 3    | 2    | 1    | 2    |